# Ida Galli
Ida Galli (Sestola, 8 oktober 1939) is een Italiaanse actrice die vooral bekend is om haar rollen in spaghettiwesterns en giallofilms uit de jaren 60 en 70. Galli gebruikte verschillende pseudoniemen, waaronder Arianna, Evelyn Stewart en Isli Oberon.

## Biografie
Galli werd geboren op 8 oktober 1939 in Sestola, een gemeente in de Italiaanse provincie Modena. Nadat ze haar school had afgemaakt verhuisde Galli naar Rome om werk te vinden als actrice. Galli's eerste filmoptreden was in 1959, onder het pseudoniem Arianna, in Nel blu dipinto di blu, geregisseerd door Piero Tellini. Deze rol trok de aandacht van Federico Fellini, die Galli castte voor een kleine rol in zijn film La dolce vita uit 1960.
Galli heeft sindsdien in meer dan 45 films gespeeld. Hoewel ze in haar eerste films onder haar eigen naam optrad, gebruikte ze vanaf 1963 meestal het Engels klinkende pseudoniem Evelyn Stewart. Een van haar belangrijkste rollen was die van Carolina in Luchino Visconti's verfilming van de roman "Il Gattopardo" (De tijgerkat) uit 1963. Haar laatste rol was in Con i piedi per aria uit 1990, geregisseerd door Vincenzo Verdecchi.
Ze is getrouwd met ex-voetballer Mario Cocco en heeft een dochter Deborah en een zoon Alessandro.